# Paul Jennings Hill
Paul Jennings Hill (6 de fevereiro de 1954 – 3 de setembro de 2003) foi a primeira pessoa a ser executada nos Estados Unidos da América por ter matado pessoas que realizavam e facilitavam abortos.

## Crime e punição
No dia 29 de julho de 1994, Hill foi até uma clínica de aborto em Pensacola, Flórida que ele já conhecia. Quando ele viu o médico John Britton e seu acompanhante da clínica, James Barrett, do lado de fora do prédio, ele atirou e matou ambos. Além dos duplo assassinato, Hill feriu gravemente a esposa de Barrett. No mesmo dia, Hill foi preso pela polícia.
No dia 6 de dezembro de 1994, Hill recebeu a sentença de pena de morte pela justiça da Flórida.
Em uma declaração antes de sua execução, Hill disse que ele não sentia remorso por suas ações, e que ele esperava "uma grande recompensa no Paraíso".